# Johnsonia pubescens
Johnsonia pubescens är en grästrädsväxtart som beskrevs av John Lindley. Johnsonia pubescens ingår i släktet Johnsonia och familjen grästrädsväxter.

## Underarter
Arten delas in i följande underarter:
- J. p. cygnorum
- J. p. pubescens